# Nikolaiskolan, Örebro
Nikolaiskolan i Örebro uppfördes 1882 efter ritningar av lektor Adolf Kjellström. Byggnadsstilen var nygotik, och byggnadsmaterialet tegel och natursten. Den fungerade först som folkskola, sedermera som annex till Nikolai läroverk.
Skolbyggnaden revs 1986–87, då det intilliggande polishuset behövde utvidgas.